# Smiley (filme)
Smiley (Brasil: A Face da Morte ) é um filme de terror psicológico produzido nos Estados Unidos e lançado em 2012.